# Jerusalema
«Jerusalema» es una canción del DJ y productor de discos sudafricano Master KG English y la vocalista sudafricana Nomcebo Nothule Zikode English. La canción fue inicialmente publicada el 29 de noviembre de 2019. Más tarde se incluyó en el segundo álbum del mismo título de Master KG, lanzado en enero de 2020. La obra se volvió viral a mediados de 2020 debido al #JerusalemaChallenge. Desde entonces, ha alcanzado el número uno en Bélgica, Países Bajos, Rumania y Suiza, mientras que se encuentra entre los diez primeros de muchos otros países europeos.

## Impacto
Los seguidores de Master KG en Spotify aumentaron a más de 1.2 millones por la popularidad de la canción. También se han subido a YouTube varias versiones interpretadas en todo el mundo con diferentes instrumentos y cantadas en varios idiomas.
Un segundo remix con el cantante venezolano Micro TDH y la cantante colombiana Greeicy fue lanzado el 17 de septiembre de 2020.

### Reto de baile
Un reto de baile atribuido a un grupo de amigos angoleños ayudó la canción a convertirse en viral. El #JerusalemaChallenge ha sido comparado con la Macarena. En América, desde Santiago de Chile, la Cadena de Noticias Prensamérica fue una de las plataformas que crearon también su versión y recopilación de Jerusalema, apoyados por El Provincial Radio de Argentina.

### Letra de la canción
La letra está inspirada en los versículos bíblicos Apocalipsis 21:1-4 y Juan 18:36, donde se presenta a Jerusalén cómo la ciudad escogida para el pueblo de Dios.

## Video musical
El video musical oficial de la canción se lanzó en YouTube el 21 de diciembre de 2019. Para el 27 de agosto, el video había superado los 100 millones de visitas, medio año después ya superó los 300 millones de visitas, una hazaña poco común para los artistas sudafricanos.